# 杰里·威尔逊
杰里·威尔逊（英語：Jerry Wilson，1906年8月7日—1945年6月10日），加拿大男子帆船运动员。他曾代表加拿大参加1932年夏季奥林匹克运动会帆船比赛，联同菲利普·罗杰斯、加德纳·博尔特比和肯·格拉斯获得一枚铜牌。